# Уест Бромич
За футболния отбор вижте Уест Бромич Албиън.
Уест Бромич (на английски: West Bromwich) е град в Централна Англия, графство Уест Мидландс. Намира се на 10 km северозападно от центъра на Бирмингам. Населението му е 77 997 души (2017 г.).

## Личности
Родени
- Гери Ашмор (1936–2021), автомобилен състезател, пилот от Формула 1
- Робърт Плант (р. 1948), музикант
- Фил Лайнът (1949 – 1986), музикант
- Иън Хил (р. 1951), рокмузикант – баскитарист